# Diane Fahey
Diane Mary Fahey (sinh ngày 2 tháng 1 năm 1945) là một nhà thơ nữ nổi tiếng người Úc. Bà được biết nhiều đến các sáng tác về các đề tài: nữ quyền, thần thoại Hy Lạp, câu chuyện cổ tích, nghệ thuật thị giác, thiên nhiên, tự truyện..

## Tiểu sử
Diane Fahey, sinh là lớn lên ở Melbourne. Bà đã học tại Đại học Melbourne và tốt nghiệp với bằng Cử nhân Nghệ thuật, một văn bằng Giáo dục (1972) và trở thành thạc sĩ Văn học Anh vào năm 1975. Bà làm công việc giảng dạy tại Cao đẳng tại Melbourne vào cuối những năm 1970.
Vào đầu những năm 80, bà chuyển đến sống ở Anh,và trở về Nam Úc tại thành phố Adelaide vào năm 1986. Bà đã dành vài năm qua sống ở
New South Wales, và hiện tại ở thành phố Victoria.
Các thi tập của Fahey bắt đầu được xuất bản trên các tạp chí thơ Úc và quốc tế cuối năm 1970 và đầu những năm 1980.

## Danh hiệu đạt được
- Giải thưởng thi ca Mattara năm 1985[4] (giải thưởng thơ hàng năm cho các nhà thơ Úc ngày nay gọi là Giải thưởng thi ca Newcastle)
- Giải thưởng Wright Michel Wesley năm 1987[4] (giải thưởng dành cho các tác giả và nhà soạn nhạc tại Úc)
- Giải thưởng thi ca John Shaw Neilson 1988[4]
- Ba học bổng từ Ban Văn học của Hội đồng Úc, chính quyền Nam Úc và thành phố Victoria[3]

## Các tác phẩm
- Metamorphoses (1988)
- Turning the Hourglass (1990)
- Mayflies in Amber (1994)
- The Body in Time (1995)
- Voices from the Honeycomb (1986)
- Listening to a Far Sea (1998)
- The Sixth Swan (2001)
- Sea Wall and River Light (2006)
- The Mystery of Rosa Morland (2008)

## Một số bài thơ
Hai tập thơ Metamorphoses (1988) and Listening to a Far Sea (1998) được nhà thơ Diane Fahey lấy cảm hứng sáng tác từ thần thoại Hy Lạp.
3 trong số các bài thơ trong tập Metamorphoses: Thetis (viết về nữ thần biển Thetis), Andromeda (viết về công chúa Andromeda), Helen (viết về công chúa Helen thành Troy):.